# Турбина поперечного потока

Схема турбины поперечного потока
1 - воздушно-выпускной клапан
2 - узел контроля подачи потока воды
3 - корпус турбины (обозначено толстой серой линией)
4 - ротор
5 - съёмная задняя крышка корпуса
6 - лопасти
7 - поток воды
8 - вал

 Турбина поперечного потока, турбина Банки-Митчелла или турбина Оссбергера  — гидротурбина, разработанная австралийцем Энтони Митчеллом, венгерским инженером Донатом Банки и немцем Фрицем Оссбергером. Митчелл получил патент на его турбину в 1903 году, и компания-производитель Уэймут выпускала его в течение многих лет. Первый патент Оссбергер получил в 1933 ("Свободно-струйная турбина" 1922, имперский Патент 361593 и "Турбина поперечного потока" 1933 года, имперский патент 615445), и он выпускал этот турбину в качестве своего стандартного продукта. Сегодня компания, основанная Оссбергером, является ведущим производителем этого типа турбины.
В отличие от большинства гидротурбин, в которых поток воды имеет осевое или радиальное направление, в турбине поперечного потока вода проходит через лопатки турбины в поперечном направлении два раза, сначала в направлении оси, а потом от неё. Поэтому данный тип турбины иногда называют двукратной турбиной. Как и у водяного колеса, с которым турбина поперечного потока имеет много общего, поток воды проходит по краю колеса. После попадания во внутреннюю часть ротора турбины воды уходит на противоположную сторону и, отдав лопаткам оставшуюся часть энергии, выходит наружу. Такой двукратный проход потока через ротор турбины обеспечивает дополнительную энергоэффективность. Кроме того, уходящая из колеса вода помогает очистить его от мелких частиц мусора и различных загрязнений. Турбина поперечного потока обладает относительно низкой быстроходностью, поэтому больше подходит для мест с низким напором, но большим расходом воды.
Хотя на рисунке для наглядности показано одно сопло, на практике турбины с поперечным потоком часто имеют два сопла, расположенных таким образом, что исходящие из них потоки воды не мешают течению друг друга.
Турбины поперечного потока часто изготавливаются как две турбины различной мощности, установленные на одном валу. В этом случае турбинные колёса имеют одинаковый диаметр, но разную длину для использования энергии различных объёмов потока при одном и том же напоре. Совмещённые колёса, как правило, изготавливаются с объёмами в соотношении 1 к 2. Регулирующий узел, контролирующий подаваемый на секции турбины поток воды, обеспечивает гибкую работу в режимах с 33, 66 или 100% мощности, в зависимости от того, подаётся ли вода на меньшую турбину, большую или на обе сразу.

## Конструкция турбины
Турбина состоит из цилиндрического колеса или ротора с горизонтальным валом и прикреплённых к нему многочисленных (до 37) лопастей, расположенных радиально и тангенциально. Края лезвия заострены для уменьшения гидродинамического сопротивления. Лопатки сделаны в виде сегментов трубы, вырезанных по всей её длине. Концы лопастей приварены к дискам, передающим вращающий момент на вал, и формируют каркас, напоминающий  "беличью клетку", где вместо стержней находятся корытообразные лопатки. Поэтому данный тип турбины иногда называют "короткозамкнутая турбина", по аналогии с ротором трёхфазного двигателя.

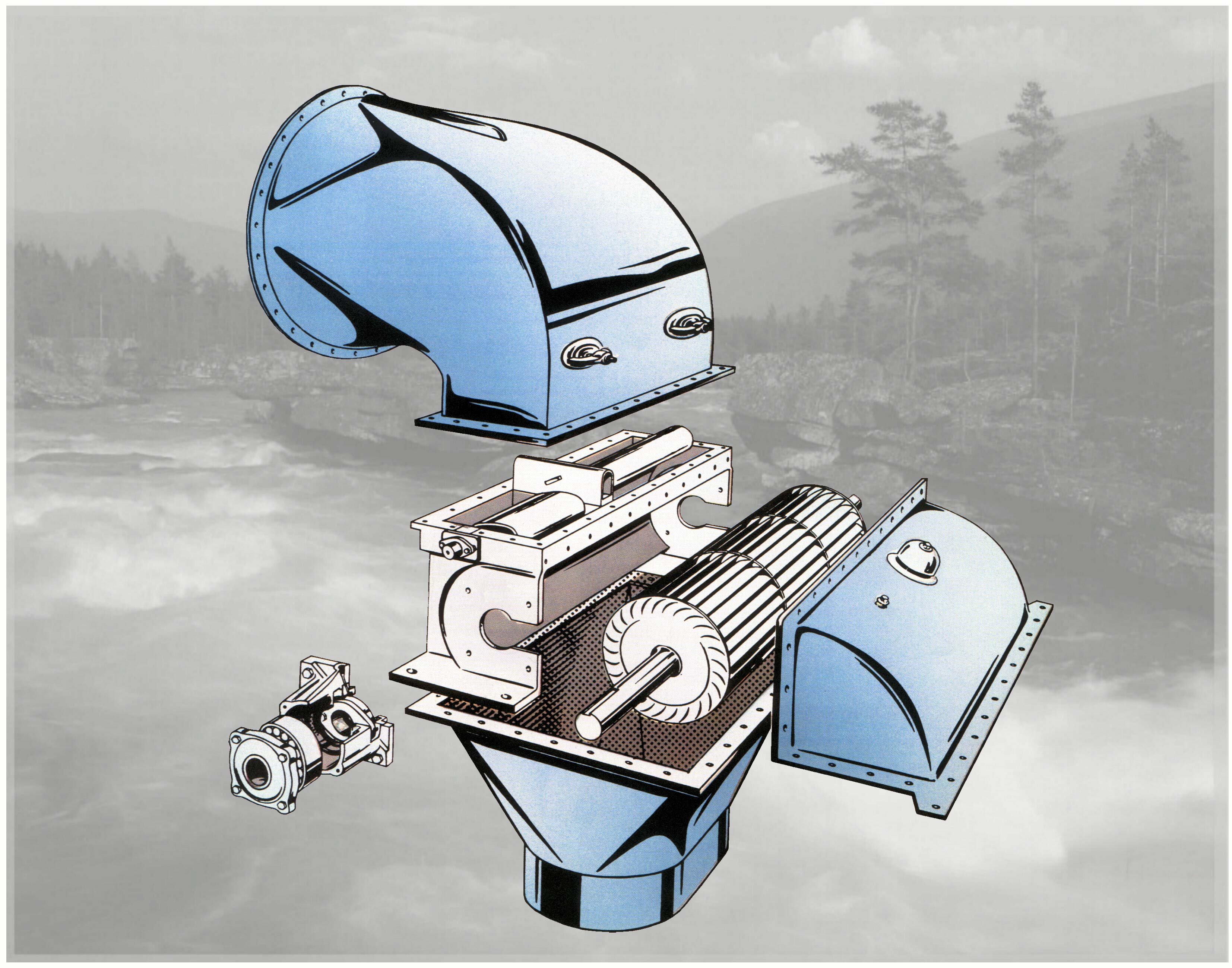
Турбина Оссбергера в разрезе

Струя воды направляется к ротору турбины по направляющим соплам, обычно имеющим прямоугольную форму. Поперечное сечение потока регулируется узлом, имеющим форму лопатки или языка. Вода поступает в ротор под углом около 45 или 120 градусов, в зависимости от использования одной из двух схем подачи воды, передавая кинетическую энергию лопаткам ротора. Вода в турбину поперечного потока течёт сначала из её внешней стороны внутрь, при этом поток передаёт свою кинетическую энергию лопаткам со внешней стороны.

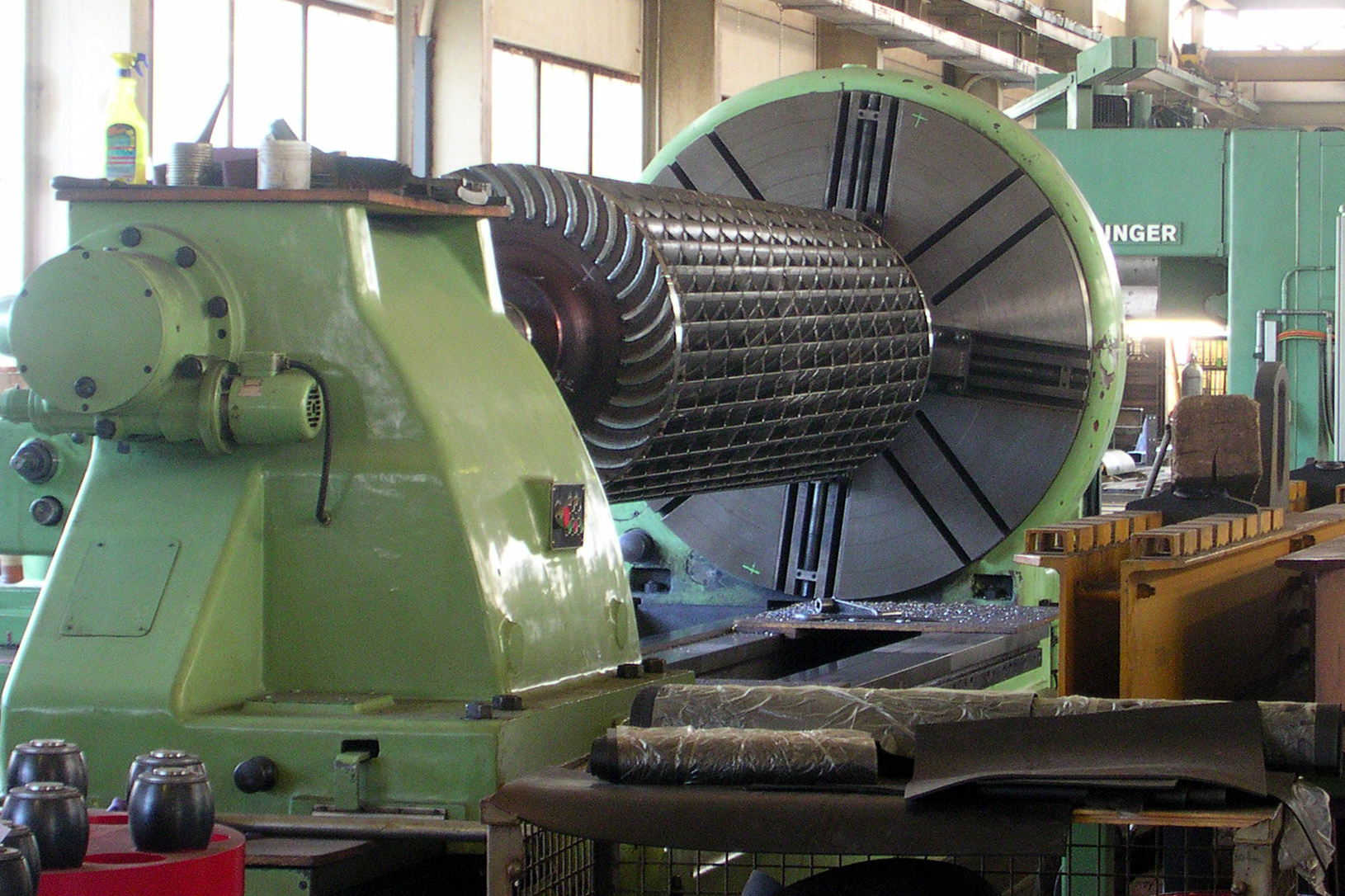
Ротор турбины Оссбергера

Устройство регулирования управляет потоком воды на основе двух величин - необходимой энергии и наличия потока воды. Управляющими параметрами являются время подачи и объём поступающей в турбину воды в диапазоне от 0 до 100%. Вода поступает к турбине по двум соплам, сечение которых изменяется путём вращения двух языкообразных направляющих лопаток. Это обеспечивает плавное изменение потока воды, протекающей через сопло при любой ширине открытия. Направляющие лопатки могут в крайнем положении вовсе закрыть сопло, выступая, таким образом, в качестве клапанов подачи воды к турбине. Обе направляющие лопатки могут вращаться посредством рычагов, управляемых вручную или посредством автоматики.
Геометрия турбины ( сопло-ротор-вал) обеспечивает эффективное преобразование кинетической энергии воды в энергию вращения. Вода воздействует на лопатки два раза, но большая часть энергии воды преобразовывается на входе, когда вода попадает в ротор. Только треть мощности передаётся на ротор при выходе воды из турбины.
Вода проходит через каналы между лопастями турбины в двух направлениях: снаружи внутрь, и изнутри наружу. Большинство турбин изготавливаются для использования двух струй воды, направляемых таким образом, чтобы  две струи воды в роторе не мешали течению друг друга. При этом, однако, также необходимо, чтобы скорость воды в двух турбинах и скорость вращения турбины были согласованы между собой.
Турбина с поперечным потоком относится к турбинам активного типа, поскольку при её работе давление в роторе остаётся постоянным. Однако, если турбина будет эксплуатироваться в замкнутом кожухе, дающем возможность использования энергии подсоса и если не менее 50% преобразованной турбиной энергии является энергией реакции потока, возникающей при расширении рабочего тела в каналах, образованных её лопатками, то такая турбина будет являться реактивной турбиной. Реактивная  схема эксплуатации турбины поперечного потока может быть реализована лишь в том случае, если нижний бьеф воды находится много ниже нижнего края ротора.

## Достоинства
Турбина поперечного потока сочетает низкие эксплуатационные расходы  с относительной простотой конструкции. Максимальный КПД данной турбины составляет около 80%, что несколько меньше, чем у турбин Каплана, Фрэнсиса или Пелтона, составляющих соответственно 90%, 90% и 85%. Но, в отличие от них, турбина поперечного потока имеет пологую кривую КПД при переменной нагрузке. При сдвоенном роторе и турбинной камере турбина поперечного потока сохраняет свою эффективность при загрузке, меняющейся от 1/6 до максимума.
Ввиду небольшой стоимости и хорошей управляемости, турбины с поперечным потоком в основном используются в энергоблоках мини и микро ГЭС, имеющих мощность менее двух тысяч кВт и действующих при напорах менее 200 м.

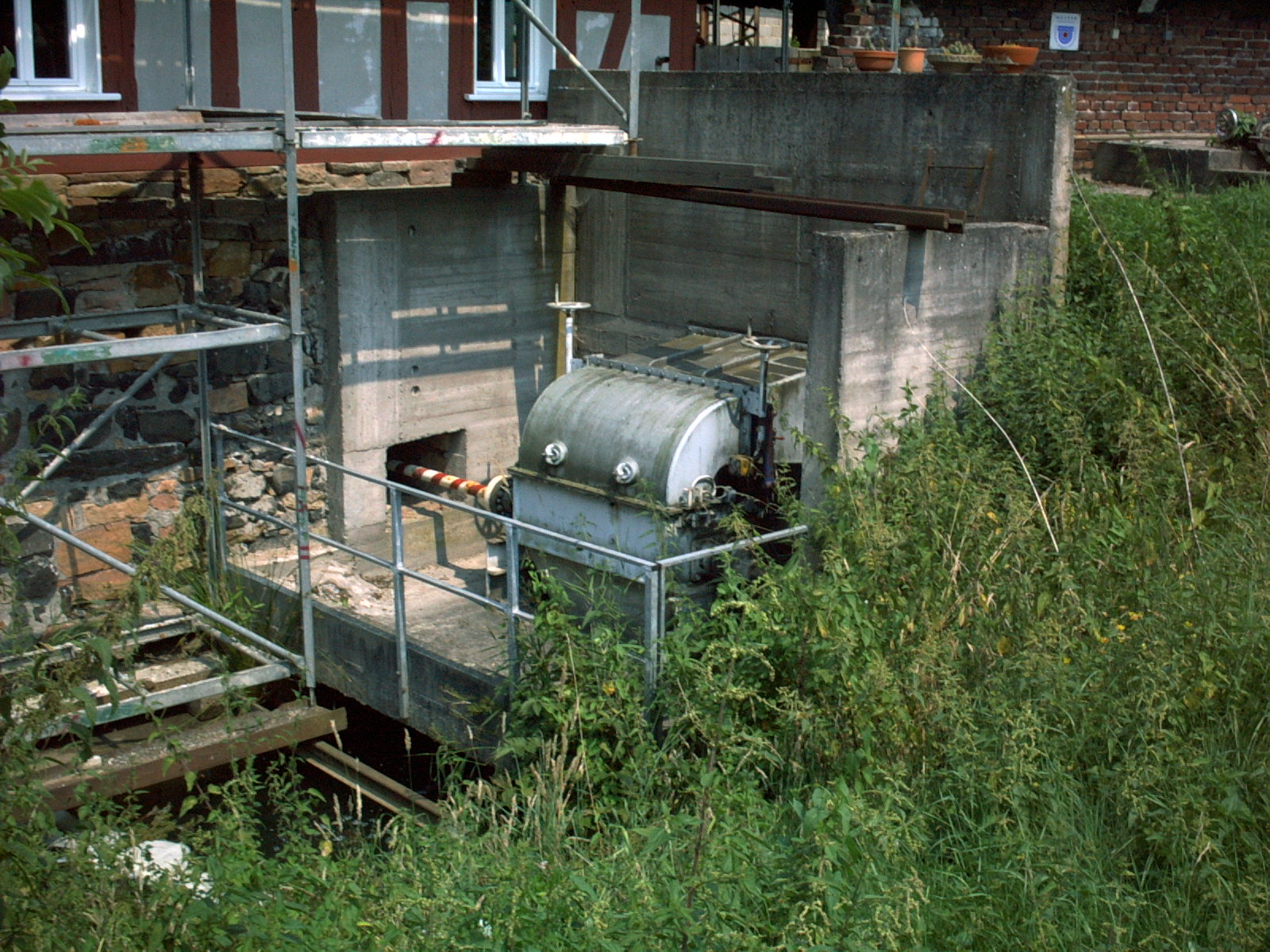
Микрогидроэлектростанция на основе турбины Оссбергера в Neumühle

В частности, на небольших русловых ГЭС, пологая кривая КПД турбины с поперечным потоком даёт лучшие среднегодовые показатели выработки электроэнергии, чем другие системы турбин. Это тем более важно, что на небольших реках, на которых обычно используются турбины данного типа, в течение несколько месяцев расход воды бывает, как правило, низким. Общую эффективность турбины на таких реках определяет электроэнергия, производимая в маловодные периоды. В таком случае, если будут использованы турбины, имеющие высокий КПД при максимальной загрузке, но низкий при частичной нагрузке, их общая среднегодовая выработка электроэнергии оказывается ниже, чем у турбин с пологой кривой КПД.
Благодаря отличной эффективности при частичных нагрузках турбина поперечного потока хорошо подходит для автоматического производства электроэнергии. Его простая конструкция делает обслуживание более лёгким, чем турбин других типов; требуется только два подшипника и только три вращающихся детали. Механическая часть турбины весьма проста, поэтому её ремонт может быть выполнен местными механиками.
Ещё одним преимуществом турбин поперечного потока является то, что они являются самоочищающимся: когда вода выходит из ротора, она, действуя вместе с центробежной силой, вымывает попавшие туда листья, траву и прочие мелкие предметы. Это предотвращает снижение эффективности турбины поперечного потока, что иногда происходит с турбинами других типов, когда они забиваются занесёнными в них мусором. Ввиду этого, хотя максимальный КПД турбины поперечного потока несколько ниже, чем у других систем, в работе он оказывается более надёжным. Обычно нет необходимости специальной очистки ротора, например, подачей обратного потока, изменением скорости потока воды или числа оборотов турбины. Другие типы турбин легче забиваются мусором, поэтому их средняя выработка оказывается ниже, чем у турбин поперечного потока, несмотря на номинально более высокий КПД при максимальной загрузке.

## Внешние ссылки
- Ossberger - Ossberger Турбина
- JLA & Co - крест Турбинный
- Энтек T15 крест турбина
- IREM - Ecowatt Гидротурбина
- Вентиляторы с поперечным потоком и Cross Flow Колеса (недоступная ссылка)
- AC-TEC SRL Cross Flow Банки
- Small Michell(Banki) turbine: a constrution manual